# Tony Joe White
Tony Joe White, född 23 juli 1943 i Oak Grove, Louisiana, död 24 oktober 2018 i Nashville, Tennessee, var en amerikansk sångare, gitarrist och låtskrivare. White är bland annat känd för låtarna "Rainy Night in Georgia" och "Polk Salad Annie", den senare spelades även in av Elvis Presley. Han samarbetade med Tina Turner på hennes album Foreign Affair från 1989. Han spelade genren swamp rock. Tony Joe White och John Fogerty är de stora namnen inom genren.
White fick skivkontrakt på Monument Records 1967 och albumdebuterade 1968 med skivan Black and White. Albumet innehöll genombrottslåten "Polk Salad Annie" som nådde åttondeplatsen på Billboard Hot 100 1969. Nästa år släpptes hans andra album Continued som dock inte blev en lika stor framgång, även om albumets singel "Roosevelt and Ira Lee" nådde 44:e plats på Billboardlistan. I Sverige sålde albumet bra och blev trea på Kvällstoppens LP-lista. Albumet innehöll även originalversionen av "Rainy Night in Georgia" som blev en stor USA-hit för soulsångaren Brook Benton 1970.
"Save Your Sugar for Me" var en mindre framgång 1970, och samma år fick han sin enda hit i Storbritannien med "Groupy Girl". Båda låtar ingick på hans tredje album Tony Joe. Hans tre första album producerades av Billy Swan. White bytte sedan skivbolag till Warner Bros. Records där han under 1970-talet släppte några mindre uppmärksammade skivor. Efter att han skrev Tina Turners hitlåt "Steamy Windows" 1989 tog hans karriär ny fart och nya studioalbum utkom under 1990-talet, 2000-talet och 2010-talet.

## Diskografi
- 1968 – Black and White
- 1969 – ...Continued
- 1970 – Tony Joe
- 1971 – Tony Joe White
- 1972 – The Train I'm On
- 1973 – Home Made Ice Cream
- 1976 – Eyes
- 1980 – The Real Thang
- 1983 – Dangerous
- 1991 – Closer to the Truth
- 1993 – The Path of a Decent Groove
- 1995 – Lake Placid Blues
- 1998 – Groupy Girl
- 1998 – One Hot July
- 2001 – The Beginning
- 2002 – Snakey
- 2004 – The Heroines
- 2005 – Hard to Handle
- 2006 – Uncovered
- 2007 – Take Home the Swamp (också känd som In Concert)
- 2008 – Deep Cuts
- 2010 – The Shine
- 2013 – Hoodoo
- 2016 – Rain Crow
- 2018 – Bad Mouthin'

Livealbum
- 1972 – Live in Europe 1971
- 1986 – Tony Joe White Live!
- 2000 – Tony Joe White In Concert
- 2006 – Live from Austin, TX
- 2008 – Live At The Basement
- 2010 – That On The Road Look 'Live'
- 2010 – Live In Amsterdam